# Менуси, Диди
Диди Менуси (ивр. דידי מנוסי‎, 9 мая 1928, Гева, Северный округ — 20 декабря 2013, Рамат-Ган, Тель-Авивский округ) — израильский писатель, журналист, поэт, автор текстов, драматург, обозреватель и сатирик.
Менуси родился в кибуце Гева в Изреельской долине, в то время подмандатной Палестине. Изучал литературу в Еврейском университете в Иерусалиме. С 1962 по 2000 год его рифмованная сатирическая колонка, посвящённая текущим событиям, публиковалась каждую неделю в массовой газете «Едиот ахронот».
В 2006 году у него диагностировали болезнь Паркинсона. Диди Менуси скончался утром 20 декабря 2013 года в возрасте 85 лет в своём доме в Рамат-Гане, Тель-Авивский округ, Израиль. У него остались 54-летняя жена Циля Менуси и трое детей.